# 加利亚科特
加利亚科特（Galiakot），是印度拉贾斯坦邦Dungarpur县的一个城镇。总人口6636（2001年）。

## 人口
该地2001年总人口6636人，其中男性3362人，女性3274人；0—6岁人口1151人，其中男602人，女549人；识字率56.01%，其中男性为67.40%，女性为44.32%。